# Rosie Ruiz
Rosie M. Vivas (nacida Ruiz; 21 de junio de 1953 – 8 de julio de 2019) fue una estafadora cubana que, entre otros esquemas que llevó adelante, fue declarada ganadora en categoría femenina del 84 Maratón de Boston en 1980, sólo para que le retiraran el título ocho días después de la carrera cuando se descubrió que no había realizado todo el recorrido. Se cree que saltó al recorrido aproximadamente 800 metros antes de la meta.

## Primeros años y educación
Ruiz nació en La Habana, Cuba, y se mudó a Memphis, Florida, con su familia en 1962 cuando tenía ocho años. Después de emigrar a los Estados Unidos, Ruiz fue separada de su madre y vivió con sus tías, tíos y primos en Hollywood, Florida. En 1972, se graduó de secundaria en la South Broward High School y luego asistió a la  Wayne State College en Nebraska. Se graduó de la carrera de música en 1977.

## Maratón de la ciudad de Nueva York
Se fue a vivir a la ciudad de Nueva York en la década de 1970 y encontró trabajo en Metal Traders, una empresa dedicada a las materias primas. En 1979, calificó para el maratón de la ciudad de Nueva York y se le atribuyó un tiempo de 2:56:29, ubicándose como la undécima mujer en el resultado general, suficiente para calificar para el maratón de Boston.
La solicitud de Ruiz para participar en el maratón de Nueva York llegó después de la fecha límite para inscribirse a la carrera, pero recibió una dispensa especial de los New York Road Runners debido a que afirmó que estaba muriendo de cáncer cerebral.
Después del Maratón de Boston de 1980, los funcionarios del Maratón de la ciudad de Nueva York investigaron la participación de Ruiz y concluyeron que había hecho trampa y que no hizo todo el recorrido, por lo que el 25 de abril de 1980 fue descalificada retroactivamente de la carrera.

## Maratón de Boston
El 21 de abril de 1980, Ruiz apareció para ganar la categoría femenina del Maratón de Boston con un tiempo de 2:31:56. Su tiempo habría sido el tiempo femenino más rápido en la historia del maratón de Boston, así como el tercer tiempo femenino más rápido jamás registrado en cualquier maratón.
Sin embargo, las sospechas sobre Ruiz aparecieron casi desde el principio. El ganador masculino Bill Rodgers, que acababa de ganar su tercer maratón de Boston consecutivo, notó que Ruiz era incapaz de recordar muchas cosas que la mayoría de los corredores sabrían de memoria, como intervalos y divisiones. Otros observadores notaron que Ruiz no estaba jadeando ni cubierta de sudor, y que sus muslos eran menos delgados y musculosos de lo que se esperaría de una corredora de clase mundial. Más tarde publicó los resultados de la prueba de esfuerzo que mostraban que su frecuencia cardíaca en reposo era de 76. La mayoría de las maratonistas tienen una frecuencia cardíaca en reposo de 50 o menos.
Además, su tiempo de 2:31:56 fue una mejora inusual, más de 25 minutos por delante de su tiempo reportado en el maratón de la ciudad de Nueva York seis meses antes. Cuando un periodista le preguntó por qué no parecía fatigada después de tan agotadora carrera, ella dijo: "Me levanté con mucha energía esta mañana". Algunas competidoras pensaron que era extraño que, cuando se le preguntó qué había notado sobre el suburbio de Wellesley mientras corría, no mencionara a los estudiantes de Wellesley College, quienes tradicionalmente animan en voz alta a las primeras corredoras mientras pasan por el campus.
Lo más grave es que ningún otro maratonista recordaba haberla visto. A Jacqueline Gareau le dijeron que lideraba la carrera en la marca de las 18 millas, mientras que a Patti Lyons le dijeron que iba segunda en la marca de las 17 millas. Ruiz no podría haber pasado junto a ninguna de ellas sin ser vista.  Varios observadores en los puntos de control a lo largo del recorrido tampoco recordaban haberla visto en el primer grupo de mujeres. Además, no aparecía en ninguna fotografía ni vídeo.
Dos estudiantes de Harvard, John Faulkner y Sola Mahoney, recordaron haber visto a Ruiz salir de entre una multitud de espectadores en Commonwealth Avenue, a 800 metros de la meta. Por su parte, la fotógrafa independiente Susan Morrow informó que conoció a Ruiz en el metro durante el maratón de la ciudad de Nueva York y la acompañó desde el metro hasta la carrera. Ellas perdieron contacto después, pero Morrow se presentó cuando se supo la noticia de la dudosa victoria de Ruiz en Boston. Según Morrow, conoció a Ruiz en el metro y juntas caminaron hasta la zona de meta, donde Ruiz se identificó como una corredora lesionada. La acompañaron a un puesto de primeros auxilios y los voluntarios anotaron que había completado el maratón, calificándola así para el maratón de Boston.
Los funcionarios del maratón de la ciudad de Nueva York iniciaron una investigación y no pudieron encontrar ninguna señal de Ruiz cerca de la línea de meta. El 25 de abril, basándose en esta y otras pruebas, el comité de juegos del maratón de la ciudad de Nueva York descalificó retroactivamente a Ruiz de la carrera de 1979, y el director del maratón, Fred Lebow, dijo que no era posible que hubiera hecho todo el recorrido. Más tarde esa semana, la Asociación Atlética de Boston (BAA) descalificó a Ruiz del Maratón de Boston. Si bien la acción de Nueva York parecía haber descalificado automáticamente a Ruiz también de Boston, los funcionarios de Boston querían hacer su propia investigación antes de tomar medidas. Gareau fue declarada ganadora, con un tiempo de 2:34:28, en ese momento, el más rápido registrado para una mujer en el maratón de Boston. Lyons ascendió al segundo lugar; su tiempo de 2:35:08 fue el más rápido jamás registrado por una mujer estadounidense en un maratón en ese momento.
Durante una entrevista realizado por la CTV en julio de 2019, Gareau dijo que sentía lástima por Ruiz, pero que no guardaba malos sentimientos hacia ella.

## Vida posterior y muerte
En 1982, Ruiz fue detenida por malversar 60.000 dólares (equivalentes a 189.000 dólares en 2023) de la empresa inmobiliaria donde trabajaba. Pasó una semana en prisión y fue sentenciada a cinco años de libertad condicional. Luego regresó al sur de Florida, donde fue arrestada en 1983 por su participación en un negocio de cocaína. Fue sentenciada a tres años de libertad condicional. En enero de 1984, Ruiz se casó con Aicaro Vivas, tuvo tres hijos y se divorció en agosto de 1986, pero mantuvo el apellido Vivas a partir de entonces. Para abril de 1993, trabajaba en West Palm Beach como representante de clientes para una empresa de laboratorios médicos.
En 2000, todavía mantenía que había corrido todo el maratón de Boston de 1980. Sin embargo, un conocido, Steve Marek, dijo que Ruiz le confesó unos meses después de la carrera que había hecho trampa, recordando que "ella saltó entre la multitud, sin saber que la primera mujer aún no había pasado. Créanme, ella estaba tan sorprendida como cualquiera cuando llegó primero".
Ruiz murió de cáncer a los 66 años el 8 de julio de 2019 en Lake Worth Beach.